# Archipel mégalopolitain mondial

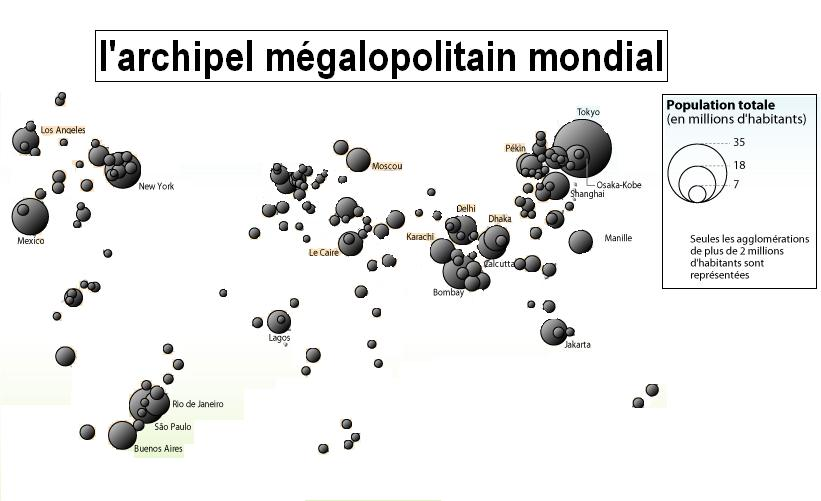
Schéma représentant les principales agglomérations comme autant d'îles, formant entre elles un réseau.

Pour les articles homonymes, voir AMM.
L'archipel mégalopolitain mondial (AMM) est un système urbain mondial de villes-monde. La notion a été introduite par le géographe Olivier Dollfus, en 1994, sous le nom d'archipel métropolitain mondial.

## Définition
« L’archipel mégalopolitain mondial (AMM), formé d’ensemble de villes qui contribuent à la direction du monde, est une création de la deuxième partie du XXe siècle et l’un des symboles les plus forts de la globalisation liée à la concentration des activités d’innovation et de commandement. S’y exerce la synergie entre les diverses formes du tertiaire supérieur et du « quaternaire » (recherches, innovations, activités de direction). L’AMM marque conjointement l’articulation entre villes appartenant à une même région et entre grands pôles mondiaux. D’où cette émergence de grappes de villes mondiales […].
Les mégalopoles ont d’excellentes liaisons avec les autres « îles » de l’archipel mégalopolitain mondial (ce qui donne tout son sens au terme d’archipel) et concentrent entre elles l’essentiel du trafic aérien et des flux de télécommunication […]. 90 % des opérations financières s’y décident et 80 % des connaissances scientifiques s’y élaborent […]. Ces « îles de l’AMM » sont pour l’instant au nombre d’une demi-douzaine. »

— Olivier Dollfus, La mondialisation, Paris, Presses de Sciences Po, 1996 (réimpr. 2001 et 2007), 166 p. (ISBN 978-2-7246-0711-6, BNF 35864879), chap. 2 (« Le monde dans ses lieux »), p. 25-27.

## Un réseau complexe
L'archipel est un réseau complexe liant les différents tissus urbains de la planète. Il n'y a pas de définition stricte de l'AMM, on peut considérer qu'il regroupe dans son sens le plus large :
- toutes les métropoles de plus d'un certain nombre d'habitants ;
- toutes les villes mondiales ;
- toutes les mégalopoles.

Selon Olivier Dollfus, c'est cet « ensemble de villes qui contribuent à la direction du monde, […] un symbole de la globalisation liée à la concentration des activités d’innovation et de commandement. » En effet, la définition la plus rigoureuse veut que l'archipel mégalopolitain mondial se compose de centres d’impulsion politiques, économiques et culturels d'envergure mondiale. Les centres d'impulsion mondiaux sont issus du processus de mondialisation et par rétro-action renforcent celui-ci en confortant la position de ces îlots de commandement.

## Un ensemble non-homogène
S'il n'existe pas de hiérarchisation propre au sein de l'archipel mégalopolitain mondial, on peut dire qu'il ne constitue pas un ensemble homogène. Il est très inégalitaire dans la ville elle-même (différences entre quartiers d'affaires, ghetto, zones industrielles…) donnant naissance à des phénomènes de clusterisation.

## Des inégalités territoriales
L'existence de cet AMM crée de profondes inégalités entre les villes ouvertes sur le monde et leurs territoires renfermés. L'émergence de centres urbains majeurs provoque d'une certaine manière l'immersion des territoires avoisinants.